# 南口站
南口站是京包铁路（原京张铁路）上的一个火车站，位于北京市昌平区南口地区，1906年9月30日随京张铁路首开段（丰台-南口）启用。曾是京张线上重要的车站，1906年及1909年两次在此站举办京张铁路通车典礼。随着丰沙铁路建成，普速列车数量逐渐减少，2018年4月全部长途普速停运，南口站仅办理市郊列车客运业务。

## 图集
- 京张铁路建成初期的南口站
- 南口站站牌
- 南口站老站房，题字只有侧部留存